# خوان آنتونیو سانیودو
خوان آنتونیو سانیودو (انگلیسی: Juan Antonio Sañudo؛ زادهٔ ۱۳ ژوئن ۱۹۵۶) بازیکن فوتبال اهل اسپانیا است.
از باشگاه‌هایی که در آن بازی کرده‌است می‌توان به باشگاه فوتبال راسینگ سانتاندر و باشگاه فوتبال رئال اویدو اشاره کرد.